# Saint-Georges-de-Rex

Saint-Georges-de-Rex este o comună în departamentul Deux-Sèvres, Franța. În 2009 avea o populație de 400 de locuitori.